# 문정동 (서울)
문정동(文井洞)은 서울특별시 송파구의 동이다.

## 개요
문정동은 병자호란 때 인조가 남한산성으로 몽진하다가 이곳에서 쉬면서 물을 마셨는데, 그 맛이 매우 좋아 이 마을에 많이 사는 문씨의 성을 따서 ‘문정’이라 명명한 데서 온 동명이다. 조선시대 이후 경기도 광주군 중대면에 속하여 있었다. 그 뒤 일제강점기인 1914년 경기도 내 면의 명칭과 구역을 새로 정할 때 문정골, 헤경머리 등 자연부락을 병합하여 문정리라 하였다.
1963년 1월 1일 서울특별시 성동구에 편입되어 문정동이 되었다. 이후 1975년 강남구가 신설됨으로써 이에 속하게 되었고, 곧 이어 1979년 강동구가 신설되자 다시 이에 속하게 되었다. 1988년 강동구에서 송파구가 분리 신설됨으로써, 이에 속하여 오늘에 이른다.

## 법정동
- 문정동

## 공공 기관 및 기업
- 서울문정초등학교
- 서울가원초등학교
- 서울문덕초등학교
- 문정중학교
- 문정고등학교
- 환인제약
- 서울동부지방법원

## 교통
- ● 수도권 전철 8호선
  - 문정역

## 명소
- 문정로데오거리
- 문정동 법조타운

## 같이 보기
- 대한민국의 행정 구역